# Liste der Meistermannschaften des CD Cruz Azul
Die nachfolgende Liste enthält alle Meistermannschaften des CD Cruz Azul in der mexikanischen Primera División:
| Nr. | Spielzeit   | Meisterschaft gewonnen gegen                                                     | Torschützen                                                    | Meistermannschaft | Trainer            |
| --- | ----------- | -------------------------------------------------------------------------------- | -------------------------------------------------------------- | --- | ------------------ |
| 1   | 1968/69     | 3:2 gegen Club León im Estadio Guanajuato am 2. Februar 1969                     | Fernando Bustos, Antonio Munguía, Efraín Loza (León, Eigentor) | Roberto "Cacho" Alatorre – Marco Antonio Ramírez, Gustavo Peña, Javier Sánchez Galindo, Juan Manuel Alejándrez – Antonio Munguía, Jesús Prado, Héctor Pulido – Fernando Bustos, Guadalupe Flores, Rafael Hernández Pat. Ferner im Kader: Raúl Arellano, Inocencio Curiel, Rosendo Enríquez, Roberto Escalante, Trinidad Esquivel, José Luis Guerrero, Alfredo Hernández, Raymundo Medina, Enrique Meza, Jesús del Muro, Amado Palacios, Javier Pérez, Jesús Plascencia, Cesáreo Victorino.                                                                             | Raúl Cárdenas      |
| 2   | México 1970 | 2:0 gegen CF Pachuca in Ciudad Cooperativa am 11. Oktober 1970                   | Octavio Muciño, Rafael Hernández Pat                           | Roberto "Cacho" Alatorre – Marco Antonio Ramírez, Javier Sánchez Galindo, Jorge Arévalo, Héctor Pulido – Antonio Munguía, Jesús Prado, Carlos Backmann – Fernando Bustos (José Luis Guerrero), Octavio Muciño, Rafael Hernández Pat. Ferner im Kader: Juan Manuel Alejándrez, Inocencio Curiel, Guadalupe Flores, Ramiro Franco, Víctor García, Antonio Gutiérrez, Javier Guzmán, Fernando Jurado, José López, Enrique Meza, Gustavo Peña, Javier Pérez, Enrique Pineda, Jesús Plascencia, Jesús Ugalde, Pedro Velázquez, Cesáreo Victorino.                           | Raúl Cárdenas      |
| 3   | 1971/72     | 4:1 gegen Club América im Aztekenstadion am 9. Juli 1972                         | Héctor Pulido, Cesáreo Victorino, Octavio Muciño (2 Treffer)   | Miguel Marín – Marco Antonio Ramírez, Javier Guzmán, Alberto Quintano, Javier Sánchez Galindo – Juan Manuel Alejándrez, Cesáreo Victorino, Héctor Pulido – Fernando Bustos, Octavio Muciño, Eladio Vera (außerdem wurden Jesús Prado und Alberto Gómez eingewechselt). Ferner im Kader: Orlando Bandala, Pedro Cortés, Ramón Cruz, José Luis Desachy, Antonio Gutiérrez, Horacio López Salgado, Enrique Meza, Antonio Munguía, Jesús del Muro, Alvaro Pérez, Javier Pérez, Marco Antonio Rodríguez, Pedro Velázquez.                                                   | Raúl Cárdenas      |
| 4   | 1972/73     | 2:1 n. V. gegen Club León im Estadio Cuauhtémoc am 19. Juni 1973                 | Javier Guzmán, Jorge Davino (León, Eigentor)                   | Miguel Marín – Marco Antonio Ramírez, Javier Guzmán, Alberto Quintano, Pedro Velázquez – Juan Manuel Alejándrez, Cesáreo Victorino, Héctor Pulido – Fernando Bustos, Octavio Muciño, Eladio Vera (außerdem wurden Ignacio Flores und Alberto Gómez eingewechselt). Ferner im Kader: Orlando Bandala, Raúl Basurto, Antonio Gutiérrez, Alejandro León, Horacio López Salgado, Juan Manuel Medina, Enrique Meza, Carlos Morales, Marco Antonio Rodríguez, Octavio Rodríguez, Javier Sánchez Galindo, Rogelio Valadez.                                                    | Raúl Cárdenas      |
| 5   | 1973/74     | 3:0 (Hinspiel 1:2) gegen Atlético Español im Aztekenstadion am 19. Mai 1974      | Horacio López Salgado, Fernando Bustos, Ignacio Flores         | Miguel Marín – Ignacio Flores, Javier Guzmán, Alberto Quintano, Javier Sánchez Galindo – Joel Andrade, Alberto Gómez, Héctor Pulido – Fernando Bustos, Horacio López Salgado, Eladio Vera (außerdem wurden Antonio Gutiérrez und Luis Estrada eingewechselt). Ferner im Kader: Orlando Bandala, Raúl Basurto, Apolinor Jiménez, Enrique Meza, Juan Ramón Ocampo, René Pérez, Marco Antonio Ramírez, Marco Antonio Rodríguez, Rogelio Valadez, Pedro Velázquez. | Raúl Cárdenas      |
| 6   | 1978/79     | 2:0 (Hinspiel 0:0) gegen Pumas de la UNAM im Aztekenstadion am 30. Juni 1979     | Carlos Jara Saguier, Jorge López Malo                          | Miguel Marín – Ignacio Flores, Sergio Rubio, Miguel Ángel Cornero, Jorge López Malo – Carlos Jara Saguier, Gerardo Lugo Gómez, Guillermo Mendizábal – Rodolfo Montoya, Horacio López Salgado, José Luis Ceballos (außerdem wurden Rafael Toribio und Adrián Camacho eingewechselt). Ferner im Kader: Julio Aguilar, Fernando Bustos, José Antonio de Gyves, Francisco Macedo, Omar Mendiburu, Enrique Meza, Francisco Javier Mora, Benito Pardo, Jesús Ramírez del Valle, Miguel Rosas, Héctor Tapia, Marco Antonio Trejo, Bardomiano Viveros.                         | Ignacio Trelles    |
| 7   | 1979/80     | 3:3 (Hinspiel 1:0) gegen Tigres de la UANL im Aztekenstadion am 13. Juli 1980    | Adrián Camacho, Rodolfo Montoya (2 Treffer)                    | Miguel Marín – Ignacio Flores, Bardomiano Viveros, Miguel Ángel Cornero, Rafael Toribio – Carlos Jara Saguier, Gerardo Lugo Gómez, Guillermo Mendizábal – Rodolfo Montoya, Adrián Camacho, José Luis Ceballos (außerdem wurde Miguel Rosas eingewechselt). Ferner im Kader: Julio Aguilar, Daniel Astegiano, Horacio López Salgado, Jorge López Malo, Omar Mendiburu, Enrique Meza, Jesús Ramírez del Valle, Sergio Rubio, Marco Antonio Trejo. | Ignacio Trelles    |
| 8   | Inv 1997    | 1:1 n. V. (Hinspiel 1:0) gegen Club León im Estadio Nou Camp am 7. Dezember 1997 | Carlos Hermosillo                                              | Óscar Pérez – Omar Rodríguez, Juan Reynoso, José Luis Sixtos, Guadalupe Castañeda – Joaquín Moreno, Héctor Adomaitis, Benjamín Galindo – Carlos Barra, Julio César Yegros, Francisco Palencia (außerdem wurden Agustín Morales, Edgardo Fuentes und Carlos Hermosillo eingewechselt). Ferner im Kader: Héctor Altamirano, Jorge Campos, Víctor Díaz Leal, Marco Garcés, Jaime González González, Moisés González Márquez, Nicolás Navarro, Carlos Netto Molina, Carlos Roberto Pérez, Francisco Javier Ramírez, Vérulo Ríos Fuentes, Johan Rodríguez, Humberto Valdés. | Luis Fernando Tena |
| 9   | Cla 2021    | 1:1 n. V. (Hinspiel 1:0) gegen Santos Laguna im Aztekenstadion am 30. Mai 2021   | Jonathan Javier Rodríguez                                      | José de Jesús Corona – Pablo César Aguilar, Julio Domínguez, Juan Escobar, Luis Romo – Rafael Baca, Guillermo Fernández, Ignacio Rivero, Orbelín Pineda, Roberto Alvarado – Jonathan Javier Rodríguez (außerdem wurden Yoshimar Yotún, Santiago Giménez, Adrián Aldrete, Walter Montoya und José Joaquín Martínez eingewechselt). Ferner im Kader: Sebastián Jurado, Josué Reyes, Jaiber Jiménez, Elías Hernández, Josué Domínguez, Alexis Gutiérrez, Bryan Angulo. | Juan Reynoso       |